# Megachile laguniana
Megachile laguniana är en biart som beskrevs av Mitchell 1937. Megachile laguniana ingår i släktet tapetserarbin, och familjen buksamlarbin. Inga underarter finns listade i Catalogue of Life.